# Mirihi
Mirihi je malý ostrov v souostroví Maledivy, ležící na jihozápadě atolu Ari v Indickém oceánu. Ostrov Rangali leží pět kilometrů severozápadně. Na původně neosídleném ostrově byl v roce 1989 otevřen hotelový rezort. Ostrov je pojmenován po květině, která zde hojně roste.